# Cyclosorus dehuaensis
Cyclosorus dehuaensis là một loài thực vật có mạch trong họ Thelypteridaceae. Loài này được Ching & K.H. Shing mô tả khoa học đầu tiên năm 1982.